# Открытый чемпионат Китая по теннису 2016
Открытый чемпионат Китая по теннису 2016 года — профессиональный теннисный турнир, проводимый в китайском городе Пекин на открытых кортах с хардовым покрытием.
Мужской турнир проводится в 18-й раз, имея в этом году категорию ATP 500; женское же соревнование проводится в 20-й раз и принадлежит к серии WTA Premier Mandatory. Соревнования прошли с 3 по 9 октября 2016 года.
Прошлогодние победители:
- мужской одиночный разряд —  Новак Джокович
- женский одиночный разряд —  Гарбинье Мугуруса
- мужской парный разряд —  Вашек Поспишил /  Джек Сок
- женский парный разряд —  Саня Мирза /  Мартина Хингис

## Общая информация
Мужской одиночный турнир собрал четырёх представителей топ-10 мирового рейтинга. Победитель четырёх последних розыгрышей турнира и первая ракетка мира Новак Джокович не смог приехать на турнир и защитить свой титул из-за травмы локтя. В его отсутствии первый номер посева достался Энди Маррею (№ 2 в мире). Вторым сеянным был прошлогодний финалист и чемпион турнира 2005 года Рафаэль Надаль (№ 4 в мире). Испанец до финала добраться не смог, уступив в четвертьфинале болгарину Григору Димитрову. Британец Маррей в свою очередь смог подтвердить статус фаворита и выиграл главный приз, обыграв в финале обидчика Надаля Григора Димитрова. Его победа на местном турнире оказалось первой для представителя Великобритании с 1996 года, когда здесь выиграл Грег Руседски. В основном турнире приняли участие два представителя России, лучший из которых Андрей Кузнецов добрался только до второго раунда.
В мужском парном разряде первые номера посева Боб и Майк Брайаны смогли дойти до полуфинала, где уступили испанскому дуэту Пабло Карреньо Буста и Рафаэль Надаль. Именно это пара в итоге завоевала титул. Прошлогодние чемпионы Вашек Поспишил и Джек Сок титул не защищали, однако Сок принял участие в соревнованиях и в паре с Бернардом Томичем добрался до финального матча.
Женский одиночный турнир собрал девять теннисисток из первой десятки. Отсутствовала на турнире из сильнейших только вторая ракетка мира Серена Уильямс, пропускавшая его из-за проблем с плечом. Первым номером посева была лидер мировой классификации и недавняя победительница Открытого чемпионата США Анжелика Кербер. Немка покинула соревнования на стадии третьего раунда, проиграв № 16 посева Элине Свитолиной. Под вторым номером посева сыграла прошлогодняя чемпионка Пекина Гарбинье Мугуруса (№ 3 в мире), но и она выбыла в третьем раунде, уступив № 14 посева Петре Квитовой. В их отсутствии свой шанс завоевать титул не упустила третий номер посева Агнешка Радваньская (№ 4 в мире), которая в финале разобралась с № 13 посева Йоханной Контой. Для польской теннисистки титул в Пекине стал вторым в карьере (до этого она побеждала в 2011 году). В основном турнире принимали участие пять россиянок и лишь одна Светлана Кузнецова добралась до стадии третьего раунда.
Парный приз у женщин достался пятым номерам посева Бетани Маттек-Сандс и Луции Шафаржовой. В финале им удалось обыграть первых номеров посева Каролин Гарсию и Кристину Младенович. Прошлогодние победительницы Саня Мирза и Мартина Хингис не защищали свой титул, однако обе приняли участие в соревнованиях. Мирза в команде с Барборой Стрыцовой и Хингис с Коко Вандевеге проиграли уже на стадии второго раунда.

## Соревнования

### Мужчины одиночки
Энди Маррей обыграл  Григора Димитрова со счётом 6-4, 7-6(2).
- Маррей выигрывает 5-й одиночный титул в сезоне и 40-й за карьеру в основном туре ассоциации.
- Димитров сыграл 3-й одиночный финал в сезоне и 9-й за карьеру в основном туре ассоциации.

### Женщины одиночки
Агнешка Радваньская обыграла  Йоханну Конту со счётом 6-4, 6-2.
- Радваньская выигрывает 3-й одиночный титул в сезоне и 20-й за карьеру в основном туре ассоциации.
- Конта сыграла 2-й одиночный финал в сезоне и за карьеру в основном туре ассоциации.

### Мужчины пары
Пабло Карреньо Буста /  Рафаэль Надаль обыграли  Джека Сока /  Бернарда Томича со счётом 6-7(6), 6-2, [10-8].
- Карреньо выигрывает 2-й парный титул в сезоне и за карьеру в основном туре ассоциации.
- Надаль выигрывает 2-й парный титул в сезоне и 11-й за карьеру в основном туре ассоциации.

### Женщины пары
Бетани Маттек-Сандс /  Луция Шафаржова обыграли  Каролин Гарсию /  Кристину Младенович со счётом 6-4, 6-4.
- Маттек выигрывает 5-й парный титул в сезоне и 22-й за карьеру в основном туре ассоциации.
- Шафаржова выигрывает 4-й парный титул в сезоне и 12-й за карьеру в основном туре ассоциации.